# Ochropleura lasciva
Ochropleura lasciva är en fjärilsart som beskrevs av Otto Staudinger 1888. Ochropleura lasciva ingår i släktet Ochropleura och familjen nattflyn. Inga underarter finns listade i Catalogue of Life.